# Syndrome d'abandon
 (mai 2020).
Pour les articles homonymes, voir Abandon.
Ne doit pas être confondu avec Sentiment d'abandon.
Syndrome d'abandon (abandonnisme), anciennement névrose d'abandon, est un terme introduit par la psychanalyste suisse Germaine Guex.  

## Présentation
Le terme « névrose d'abandon » a été introduit par des psychanalystes suisses (Charles Odier, Germaine Guex) « pour désigner un tableau clinique où prédominent l'angoisse de l'abandon et le besoin de sécurité ». Germaine Guex a d'abord intitulé son ouvrage paru en 1950 La névrose d'abandon, mais a précisé « dans une communication personnelle » aux auteurs du Vocabulaire de la psychanalyse « qu'il vaudrait mieux parler de syndrome que de névrose d'abandon ».
Dans la psychopathologie psychanalytique, notamment celle conceptualisée par Bergeret, l'angoisse d'abandon est à distinguer de celle de morcellement et de celle de castration. Elle serait l'angoisse centrale des personnalités dites « limites ». L'attachement (au sens de John Bowlby) n'est pas sûr : le sentiment d'insécurité qui en découle est permanent.

## Conséquences sur la vie quotidienne

### La peur de la solitude
Les personnes souffrant du syndrome d’abandon ne supportent pas de rester seules. Chez elles, la solitude crée une forte anxiété pouvant aller jusqu’aux crises d’angoisses.
Il arrive que pour pallier cette angoisse certaines sombrent dans l’alcool ou deviennent boulimiques pour combler leur manque d’amour et d’attention.

### Des relations de couple déséquilibrées, voire toxiques
Si une personne a peur d’être abandonnée par son conjoint, un déséquilibre se crée dans la relation. Elle ne pourra plus envisager la vie sans sa moitié et ne pourra plus prendre aucune décision sans son approbation.
S’installe ensuite un cercle vicieux. Comme l’abandon la ferait trop souffrir, la personne blessée doit prouver quotidiennement qu’elle est digne d’être aimée. Et ses efforts devront aller toujours plus loin, jusqu’à amener la relation à la perfection. Ce qui est impossible.
Et cela augmente les sentiments de désamour de soi et d’insuffisance déjà présents.
Un couple aussi déséquilibré favorise les relations toxiques. Des manipulateurs peuvent profiter de la faiblesse des personnes abandonniques.

### Des réactions hypocondriaques
Les personnes abandonniques peuvent aussi développer de l’hypocondrie. C’est un moyen inconscient pour obliger leur conjoint ou leur entourage à leur donner l’attention dont ils ont tant besoin.

## Comment soigner le syndrome d’abandon?
Premièrement, pour s’en sortir il ne faut  plus fuir sa blessure d’abandon et l’accepter.
Ensuite, il faut prendre conscience qu’être seul n’est pas la fin du monde, cela a même des avantages. Et reprendre confiance en soi pour ne plus redouter l’avenir, que ce soit seul ou accompagné.

#### Texte de référence
- Germaine Guex, Le syndrome d'abandon (La névrose d'abandon, 1950), PUF, 1973, (ASIN B0000DNGTB).

#### Études
- Jean-Claude Arfouilloux, « abandon, abandonnisme », dans Alain de Mijolla (dir.), Dictionnaire international de la psychanalyse, Paris, Hachette, 2005 (ISBN 201279145X), p. 3-5.
- Jean Bergeret et al. Abrégé de psychologie pathologique, Masson, collection Abrégés, 2008,  (ISBN 2294701747).
- Jean Laplanche et Jean-Bertrand Pontalis, Vocabulaire de la psychanalyse, Paris, PUF, coll. « Bibliothèque de la psychanalyse », 1984 (1re éd. 1967), 523 p. (ISBN 2-13-038621-0), p. 273-274 (Névrose d'abandon).
- Michel Lemay, J’ai mal à ma mère, 1999,  (ISBN 2-215-00309-X).
- Daniel Marcelli, Enfance et psychopathologie, Éditions Masson, 1999.
- René Roussillon avec C. Chabert, A. Ciccone, A. Ferrant, N. Georgieff, P. Roman, Manuel de psychologie et psychopathologie clinique générale, Masson, 2007,  (ISBN 9782294049569).
- Saverio Tomasella, Le sentiment d'abandon, Eyrolles, 2010, collection Les chemins de l'inconscient,  (ISBN 2212545304).
- Mi-Kyung Yi, « Adolescence en situation d'abandon : risques et ouvertures identitaires », Cliniques méditerranéennes, 2005/2 (no 72), p. 41-52. DOI : 10.3917/cm.072.0041. [lire en ligne]